# SHB Ðà Nẵng FC
Az SHB Ðà Nẵng FC, rövidítve Da Nang FC egy vietnámi profi labdarúgócsapat, amely az első osztályban, a V-League-ban játszik. A klub tulajdonosa a Saigon-Hanoi Commercial Joint Stock Bank (SHB) 2007/08-as szezon óta. A klub az első bajnoki címét 1992-ben szerezte így bejutottak az Ázsiai Bajnokok ligájába ahonnan hamar búcsúztak. A csapat 2009-ben a bajnokság mellett a vietnámi kupát is elhódította. A Da Nang nem csak a felnőtt csapatára lehetett büszke 2009-ben miután a Da Nang U-21-es csapata is elhódította a bajnoki címet. A klub 2012-ben Timár Krisztiánnal hódította el a klub harmadik bajnoki trófeáját.

## Klubtörténet
A klubot 1976-ban alapították akkoriban Quảng Nam-Đà Nẵng Workers F.C. néven. Majd a klub megalapítását követően 11 év múlva megszerezték első ezüstérmüket 1987-ben, ami akkoriban a klub legkomolyabb eredménye volt. A klub 1990-ben és 1991-ben is az ezüstérmet szerezte meg de az 1992-es szezonban már a dobogó első helyére sikerült vezetni a csapatot ami a klub első trófeája volt. A csapat a következő szezonban megnyerte a Vietnámi Kupát.

## Sikerek
- V-League: 1992, 2009, 2012
- Vietnámi Szuperkupa: 2012
- Vietnámi kupa: 1993, 2009
- BTV kupa: 2008

## Nemzetközi porond
- AFC Bajnokok Ligája:
  - 2006: Csoportkör
  - 2010: Selejtező, Play-off

- Ázsia Kupagyőztesek Kupája:
  - 1992-93: Elődöntők
  - 1994-95: Második forduló

- AFC Cup:
  - 2010: Negyeddöntő
  - 2013: ?

## Menedzserek
- Gary Phillips (2004)
- Gerd Zeise
- Lê Thuy Hải (2005)
- Tran Vu (2005-07)
- Phan Thanh Hung (2007-08)
- Lê Huynh Đức (2008 -)

## Ismertebb játékosuk
- Argentína
  - Nicolás Hernández
  - Gaston Merlo
- Brazília
  - Almeida
- Németország
  - Felix Luz
- Mozambik
  - Nuro Amiro Tualibudane
- Nigéria
  - Muisi Ajao
- Lengyelország
  - Tomasz Cebula
- Macedónia
  - Nikolce Klečkarovski
- Egyesült Államok
  - Christopher Williams
- Magyarország
  - Tímár Krisztián
- Vietnám
  - Lê Huynh Đức
  - Nguyen Minh Phuong
  - Nguyễn Rogerio

## Tartalék csapatuk
- SHB Da Nang Youth FC